# Guillem Gaubert de Béziers
Guillem Gaubert de Béziers (Besiers ?, Llenguadoc, segona meitat segle XIII - 1320) fou un metge d'origen occità que fou metge personal de Jaume II d'Aragó.
Procedent de Llenguadoc, es formà a l'Escola de Medicina de Montpeller, i va rebre l'encàrrec reial de gestionar i organitzar els estudis mèdics del que es convertirà en la primera Facultat de Medicina de la Corona d'Aragó. Guillem Gaubert és el primer metge de l'Estudi General de Lleida que es contracta a la Paeria, i també el seu primer catedràtic, rebent el títol de "Mestre" perquè, en aquell temps, a l'Estudi General no se'ls diu ni professor ni doctor. Com a director de l'Escola de Medicina, el 1302 escriu a Jaume II d'Aragó, o Jaume el Just, i li sol·licita que se li enviïn, preferentment, manuscrits originals escrits en àrab que són propietat dels metges jueus de la Corona d'Aragó. Ell mateix s'encarregarà de traduir els llibres d'Avicena, Hipòcrates i Rasis per poder preparar les lliçons als seus alumnes.
A més d’ocupar-se de la docència a l'Estudi General de Lleida, Guillem Gaubert es converteix en metge de Jaume II d'Aragó des del 1302 fins a la seva mort el 1320, i rep el títol de "metge del rei". Precisament, el gener del 1302 el rei li demana que es desplaci de Lleida a València per visitar-lo a ell i a la reina Blanca. Guillem s'està a l'Estudi General de Lleida des del 1301 fins al 1304, però les seves classes són intermitents, perquè tot sovint el monarca el crida perquè s'ocupi de la seva salut i deixa als estudiants sense classes. Després, del 1305 al 1310, l'Estudi de Lleida roman tancat i Guillem Gaubert torna a Occitània perquè no li paguen el salari. Des del 1320 al 1323, és conseller de la Universitat de Montpeller, i el 1321 assisteix el papa Joan XXII.